# 우노마치역
우노마치역(일본어: 卯之町駅 우노마치에키[*])은 일본 에히메현 세이요시에 있는 시코쿠 여객철도 요산선의 역이다. 역 번호는 U22이며, 단선 · 섬식의 형태를 합친 복합 구조의 철도 역사이다.

## 타는 곳
| 1 | ■ 요산 선 | (하행) | 우와지마 방면                                               | (특급을 포함)   |
| 2 | ■ 요산 선 | (상행) | 야와타하마 · 이요오즈 · 마쓰야마 · 다카마쓰 · 오카야마 방면 | (특급을 포함)   |
| 3 | ■ 요산 선 | (하행) | 우와지마 방면                                               | (일부의 보통만) |
| 3 | ■ 요산 선 | (상행) | 야와타하마 · 이요오즈 · 마쓰야마 방면                       | (일부의 보통만) |

## 이용 현황
| 연도     | 하루 평균 승차 인원 |
| 2006년도 | 456명               |
| -------- | ------------------- |

## 역 주변
- 국도 제56호선
- 세이요 시청
- 우와 문화회관
- 에히메 현 역사 문화 박물관
- 우와 쌀 박물관

## 인접 정차역
| 시코쿠 여객철도 요산선          | 시코쿠 여객철도 요산선                   | 시코쿠 여객철도 요산선        |
| ------------------------------- | ---------------------------------------- | ----------------------------- |
| U 18 야와타하마 무카이바라 방면 | 특급 '이시즈치' · '시오카제' · '우와카이 | 이요요시다 U 25 우와지마 방면 |
| U 21 가미우와 무카이바라 방면   | 보통                                     | 시모우와 U 23 우와지마 방면   |